# Sultan Al-Jaber
Sultan Ahmed Al-Jaber (arabe : سلطان أحمد الجابر), né le 31 août 1973, est un homme d'affaires et homme politique émirien. 
Membre du gouvernement des Émirats arabes unis, ministre de l'Industrie et des Technologies avancées, il est également le président désigné — et contesté — de la COP 28. Il est le directeur général et PDG du groupe pétrolier Abu Dhabi National Oil Company, le président de Masdar et l'envoyé spécial des Émirats arabes unis pour le changement climatique.

## Biographie

### Jeunesse et formation
Sultan bin Ahmed Al-Jaber naît le 31 août 1973 aux Émirats arabes unis. Il est titulaire d'un Bachelor of Science en génie chimique de l'université de Californie du Sud, aux États-Unis, d'un doctorat en commerce et économie de l'université de Coventry au Royaume-Uni et d'un Master of Business Administration de l'université d'État de Californie à Los Angeles. Ses études aux États-Unis sont financées par une bourse offerte par l'Abu Dhabi National Oil Company.

## Carrière commerciale

### Fondation et direction de Masdar
Al-Jaber fonde Masdar en 2006, et en est nommé président en mars 2014. Sous sa direction, Masdar élargit ses investissements dans les énergies renouvelables et à la fin de 2022, est présente dans 40 pays. Sous sa présidence, Masdar subit une restructuration qui amène TAQA, l'Abu Dhabi National Oil Company et Mubadala comme actionnaires en 2022. L'objectif d'al-Jaber est d'étendre la capacité d'énergie propre de Masdar à 100 GW d'ici 2030, ce qui en ferait le deuxième plus grand investisseur dans les énergies renouvelables au monde.
En tant que PDG de Masdar, il supervise le projet de ville nouvelle Masdar City à partir de 2008.

### Abu Dhabi National Oil Company
Ahmed Al-Jaber commence sa carrière en tant qu'ingénieur chez Abu Dhabi National Oil Company (ADNOC). Il est nommé PDG le 15 février 2016,. Par la suite, il cote en bourse plusieurs entreprises du groupe,, tout en attirant près de 26 milliards de dollars d'investissements internationaux de sociétés telles que BlackRock, Eni et KKR.
En février 2019, al-Jaber signe un accord de 4 milliards de dollars avec BlackRock et KKR pour investir dans le développement d'oléoducs,.
En tant que chef de l'ADNOC, Ahmed al-Jaber cherche à augmenter la production de pétrole brut de l'ADNOC de 3 millions de barils de pétrole par jour en 2016 à 5 millions d'ici 2030. Le Financial Times écrit que les tentatives d'al-Jaber d'augmenter la production de pétrole sont « particulièrement dures » car la production de combustibles fossiles est directement responsable du changement climatique et al-Jaber est aussi responsable de la politique climatique des Émirats arabes unis. Il affirme en 2021 qu'investir dans la hausse de la production de pétrole est nécessaire pour financer la transition écologique.

### Autres postes de direction
Ahmed Al-Jaber est président de la Emirates Development Bank,, du conseil d'administration de l'université d'intelligence artificielle Mohamed bin Zayed,, ADNOC Distribution PJSC, ADNOC Drilling PJSC et Fertiglobe PJSC.
Il est membre du Conseil suprême d'Abu Dhabi pour les affaires financières et économiques, et du conseil d'administration de l'ADNOC, des conseils d'administration de l'Académie diplomatique Anwar Gargash, et Khalifa University et les conseils d'administration de First Abu Dhabi Bank, Emirates Global Aluminium et l'Emirates Investment Authority. Il est également vice-président du conseil d'administration du club sportif et culturel d'Al Jazira et membre du conseil d'administration de l'Académie diplomatique des Émirats.
Il a précédemment été président du conseil d'administration des ports d'Abu Dhabi, de 2009 à 2019,,, du Conseil national des médias des Émirats arabes unis de 2016 à 2020, de l'Abu Dhabi Media Investment Corporation (ADMIC), et Sky News Arabia. Il a également servi auparavant aux conseils d'administration d'ALDAR Sorouh et de ZonesCorp.

## Carrière politique

### Ministre du gouvernement des Émirats arabes unis
Le 12 mars 2013, Al-Jaber est nommé ministre d'État et rejoint le Conseil des ministres des Émirats arabes unis. La nomination d'Al-Jaber est approuvée par Khalifa ben Zayed Al Nahyane, président des Émirats arabes unis. Parlant de la nomination d'Al-Jaber et d'autres ministres, Mohammed ben Rachid Al Maktoum, vice-président et Premier ministre des Émirats arabes unis, ainsi que souverain de Dubaï, déclare que le nouveau cabinet compte « de jeunes visages avec de nouvelles idées et de l'énergie pour suivre les changements rapides et pour faire face aux principales priorités de notre peuple ». Les responsabilités d'Al-Jaber comprennent l'économie, la politique, le développement, les médias, l'énergie, les infrastructures et la durabilité des Émirats arabes unis. Il occupe son poste de ministre d'État jusqu'en juillet 2020, date à laquelle il est nommé ministre de l'Industrie et des Technologies avancées,,, un nouveau ministère, lui-même créé en juillet 2020,. En novembre 2020, il est nommé envoyé spécial pour le changement climatique pour représenter les Émirats arabes unis dans tous les forums internationaux sur cette question,.

### Actions internationales

#### Actions effectuées dans le secteur de l'énergie
En 2009, Al-Jaber est nommé par le secrétaire général des Nations unies Ban Ki-Moon à son groupe consultatif sur l'énergie et le changement climatique (AGECC), qui publie son rapport final en 2010,. Les recommandations de ce rapport ont constitué la base de l'initiative Énergie durable pour tous lancée en 2011.
En 2008, Al-Jaber dirige la création du prix Zayed Future Energy, un prix annuel de 4 millions de dollars américains financé par les Émirats arabes unis pour reconnaître l'excellence dans les énergies renouvelables et la durabilité. En 2018, le prix est rebaptisé Prix Zayed pour la durabilité,,,.
En 2009, en tant que PDG de Masdar, il milite pour déplacer le siège de l'Agence internationale pour les énergies renouvelables (IRENA) aux Émirats arabes unis.
Al-Jaber plaide pour une approche globale de la lutte contre le changement climatique lors de forums internationaux tels que la Conférence de Munich sur la sécurité, où il prend la parole en février 2022, soulignant que la réponse au changement climatique peut conduire à une croissance économique diversifiée. Il souligne également le rôle clé que les producteurs nationaux d'hydrocarbures doivent jouer dans la transition énergétique, arguant que la production pétrolière la moins productrice de carbone sera privilégiée à l'avenir.
Pendant le mandat d'Al-Jaber en tant qu'envoyé spécial sur le climat auprès de la Convention-cadre des Nations Unies sur les changements climatiques (UNCCC) pour les Émirats arabes unis, l'organisation choisit les Émirats arabes unis comme hôte de la 28e session de la Conférence des Parties (COP 28) en 2023.

#### Critiques concernant la présidence de la COP28
Ahmed Al-Jaber est nommé président de la COP28 en janvier 2023, il est le premier PDG à occuper ce poste de président de la COP.
Amnesty International réagit au projet d'ADNOC Drilling d'augmenter la production de combustibles fossiles et de faire augmenter ses bénéfices déjà records, en mettant cette décision en parallèle avec la nomination du directeur général de l'entreprise, Ahmed al-Jaber, à la présidence des pourparlers sur le climat de la COP28 en 2023. Amnesty se dit préoccupée par le fait que la compagnie pétrolière tente de détourner la conférence pour servir les intérêts des combustibles fossiles. La conférence sur le climat tourne autour des moyens de faire face au changement climatique, alors que l'entreprise qu'il dirige cause des dommages majeurs au climat avec la production de pétrole et de gaz, de matières radioactives[pas clair], de produits chimiques toxiques et le rejet de gaz à effet de serre,,.
La nomination d'Ahmed Al-Jaber à la présidence de la COP28 est contestée par de nombreux militants écologistes, en raison « de ses positions radicalement pro-énergies fossiles régulièrement réaffirmées ». Le projet de la « ville écologique » de Masdar-City, qui fait partie des arguments en faveur de la candidature des Émirats lors d'une vaste campagne de communication confiée à l'entreprise américaine BCW, est présenté par ses détracteurs comme un possible coup marketing, la ville tenant d'une « ville fantôme » après 17 ans de chantier. D'autre part, les militants considèrent cette nomination comme une provocation, dans la ligne de l’influence croissante au sein de la COP des lobbyistes du secteur pétrolier et gazier, déjà constatée par des observateurs lors de la COP 27. En mai 2023, plus d'une centaine de députés européens et du Congrès des États-Unis demandent aux dirigeants de l'ONU, des États-Unis et de l'Union européenne de faire pression sur les Émirats arabes unis pour que Ahmed Al-Jaber soit démis de ses fonctions de président de la COP28,. Dans le même temps, son équipe tente, sans succès, de modifier la version anglophone de sa biographie sur Wikipédia pour y mentionner ses activités prétendument respectueuses de l'environnement, ce qui est qualifié de greenwashing,.
Al Gore, défenseur du climat et ancien vice-président américain, fait part de ses critiques contre les Émirats arabes unis pour avoir nommé le sultan Ahmed Al-Jaber comme hôte du Sommet COP28 Climate. Dans une interview avec Reuters lors de la conférence à Dubaï, Gore exprime sa préoccupation, déclarant : « Ils trahissent la confiance du public en nommant le PDG de l'une des sociétés pétrolières les plus grandes et les moins respectueuses du monde en tant que chef de la COP ».

## Distinctions
En 2013, Al-Jaber est nommé commandeur de l'ordre de l'Empire britannique. Cette année-là, il reçoit également la médaille mauritanienne de l'Ordre national du mérite. En 2019, il reçoit l'« International Lifetime Achievement Award » des mains du Premier ministre indien Narendra Modi.